# Naturbahnrodel-Europameisterschaft 2018
Die 27. Naturbahnrodel-Europameisterschaft der Fédération Internationale de Luge de Course (FIL) fand vom 9. bis 11. Februar 2018 auf der Winterleiten im steirischen Obdach in Österreich statt. Evelin Lanthaler (ITA) im Einsitzer der Damen, Thomas Kammerlander (AUT) im Einsitzer der Herren und Patrick Pigneter und Florian Clara (ITA) siegten im Doppelsitzer.

## Einsitzer Herren
| Platz | Name                | Zeit        |
| ----- | ------------------- | ----------- |
| 01    | Thomas Kammerlander | 2:24,40 min |
| 02    | Alex Gruber         | + 00,25 s   |
| 03    | Patrick Pigneter    | + 00,84 s   |
| 04    | Florian Clara       | + 00,97 s   |
| 05    | Florian Glatzl      | + 01,16 s   |
| 06    | Michael Scheikl     | + 02,04 s   |
| 07    | Stefan Federer      | + 02,10 s   |
| 08    | Alexander Jegorow   | + 02,20 s   |
| 09    | Grigori Bukin       | + 02,28 s   |
| 10    | Christian Schopf    | + 02,35 s   |
| 10    | Stanislav Kovshik   | + 03,24 s   |
| 12    | Laurin Kompatscher  | + 03,38 s   |
| 13    | Florian Markt       | + 03,72 s   |
| 14    | Juri Talych         | + 03,95 s   |
| 15    | Marius Schmelzer    | + 04,33 s   |
| 16    | Bernd Neurauter     | + 05,98 s   |
| 17    | Alexei Martjanow    | + 06,10 s   |
| 18    | Andriy Demchuk      | + 06,87 s   |
| 19    | Isa Guzeloglu       | + 07,37 s   |
| 20    | Josef Limmer        | + 07,82 s   |
| 21    | Coskun Erkoskun     | + 07,94 s   |
| 22    | Myroslav Lenko      | + 10,13 s   |
| 23    | Joshua Reeves       | + 10,24 s   |
| 24    | Dex Unwin           | + 12,02 s   |
| 25    | Matavz Vertelj      | + 12,73 s   |

## Einsitzer Damen
| Platz | Name                | Zeit        |
| ----- | ------------------- | ----------- |
| 01    | Evelin Lanthaler    | 2:27,74 min |
| 02    | Greta Pinggera      | + 00,31 s   |
| 03    | Tina Unterberger    | + 02,62 s   |
| 04    | Sara Bachmann       | + 03,04 s   |
| 05    | Daniela Mittermair  | + 03,06 s   |
| 06    | Michelle Diepold    | + 03,53 s   |
| 07    | Lisa Walch          | + 03,74 s   |
| 08    | Alexandra Pfattner  | + 03,97 s   |
| 09    | Darja Malejewa      | + 04,58 s   |
| 10    | Swetlana Scharawina | + 5,55 s    |
| 11    | Vanessa Markt       | + 7,34 s    |
| 12    | Julia Plowy         | + 9,33 s    |
| 13    | Anastasija Slyusar  | + 10,20 s   |
| 14    | Viktoriia Yarynich  | + 12,63 s   |
| 15    | Zerina Mustic       | + 17,74 s   |

## Doppelsitzer
| Platz | Name                                           | Zeit        |
| ----- | ---------------------------------------------- | ----------- |
| 01    | ItalienPatrick Pigneter Florian Clara          | 2:33,75 min |
| 02    | ÖsterreichRupert Brüggler Tobias Angerer       | + 00,34 s   |
| 03    | RusslandAlexander Jegorow Pjotr Popow          | + 01,60 s   |
| 04    | RusslandPawel Porschnew Iwan Lasarew           | + 01,96 s   |
| 05    | RusslandStanislaw Kowschik Ilja Tarassow       | + 03,93 s   |
| 06    | ÖsterreichFabian Achenrainer Miguel Brugger    | + 05,07 s   |
| 07    | ItalienArmin Folie Simone Gaio                 | + 06,16 s   |
| 08    | UkraineAndryi Demchuk Myroslav Lenko           | + 06,28 s   |
| 09    | ItalienFlorian Haselrieder Elias Gruber        | + 07,77 s   |
| 10    | DeutschlandJosef Limmer Simon Dietz            | + 9,00 s    |
| 11    | PolenAdam Jędrzejko Kacper Spratek             | + 10,74 s   |
| 12    | SlowenienBine Mekina Blaz Mekina               | + 16,39 s   |
| 13    | Vereinigtes KönigreichDex Unwin Ashleigh Evans | + 39,05 s   |
| 14    | TschechienDavid Rydl Karel Rejnart             | + 52,25 s   |
| 15    | TürkeiIsa Guzeloglu Coskun Ercoskun            | DNS         |

## Mannschaftswettbewerb
| Platz | Name                                                                            | Zeit    |
| ----- | ------------------------------------------------------------------------------- | ------- |
| 1     | ÖsterreichTina Unterberger Thomas Kammerlander Rupert Brüggler – Tobias Angerer | 3:46.93 |
| 2     | ItalienEvelin Lanthaler Alex Gruber Patrick Pigneter – Florian Clara            | 3:48.44 |
| 3     | RusslandDarja Malejewa Alexander Jegorow Pawel Porschnew Iwan Lasarew           | 3:51.46 |